# Hap Béla
Hap Béla (Efraim Israel) (Budapest, 1944. június 23. –) magyar műfordító, bohemista. Hap Magda (1940–2008) magyar filmvágó testvére.

## Életpályája
Hap Béla (1906–1945) szobrászsegéd és Czitrom Margit (1914–1996) fiaként született. Apját munkaszolgálatosként a magyar-osztrák határhoz közeli Ágfalvára hurcolták, ahol 1945. január 27-én meggyilkolták.
Az Eötvös Loránd Tudományegyetem hallgatója volt latin, francia és cseh szakon; 1968-ban diplomázott. 1969–1985 között a Corvina Kiadó francia szerkesztője volt. 1972-ben ő alapította meg a Szétfolyóirat nevű, rövid életű szamizdat-folyóiratot. 1985-től Jeruzsálemben él.
A jeruzsálemi Jad Vasem múzeum archívumában dolgozott.

### Munkássága
Vers- és prózafordításait az Európa Könyvkiadó, a Kalligram Könyvkiadó, a Gondolat Kiadó, a Nagyvilág, a Tiszatáj, a 2000 stb. közölte. 1978-ban Prágában megjelent Weöres Sándor-válogatása, melyet Václav Daňek költővel fordított csehre. Csehül írt tanulmányai a Cseh Tudományos Akadémia irodalomtudományi lapjában és más cseh folyóiratokban jelentek meg. Irodalmi művet is publikált, valamint egy „Izráel, Izráel, Izráel” című könyvet (1990).

## Művei
- Izráel, Izráel, Izráel (Jeruzsálem, 1990)
- Holtak gondolata (2000)

## Műfordításai
- Froissart krónikája (ófranciából) (1ö71)
- Bohumil Hrabal: Sörgyári capriccio (1979)
- Václav Havel: Két színdarab (szamizdat, 1983)
- Otokar Březina: Rejtett történelem (versek) (1983)
- Miklós Pál: A kínai festészet (franciára) (1986)
- Karel Hynek Mácha: Május (a Holtak gondolata c. könyvben) (2000)
- Angolból, németből, csehből, franciából és latinból készült versfordítáok a Magyarul Bábelben című internet-oldalon és internet-folyóiratokban